# Dianthus eugeniae
Dianthus eugeniae là loài thực vật có hoa thuộc họ Cẩm chướng. Loài này được Kleopow mô tả khoa học đầu tiên năm 1931.